# مطبخ تتار القرم

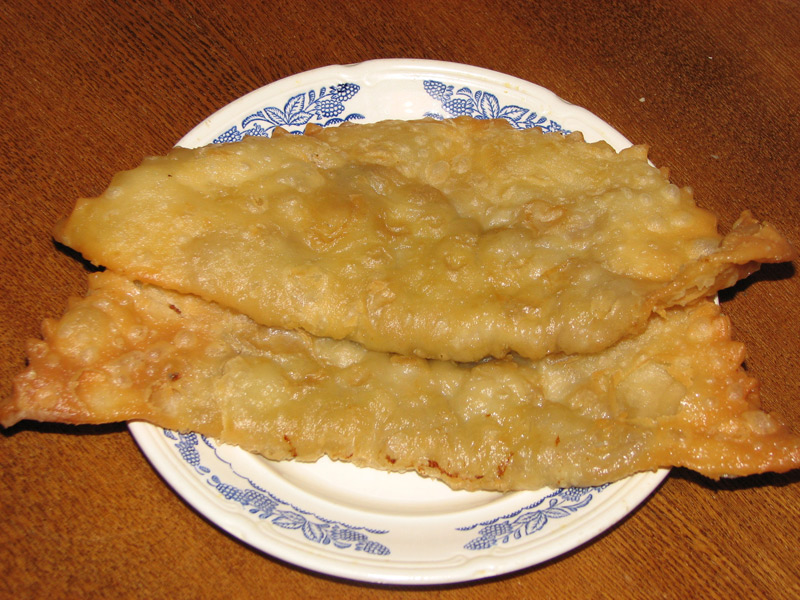
تشيبوريك(شيبوريكي)

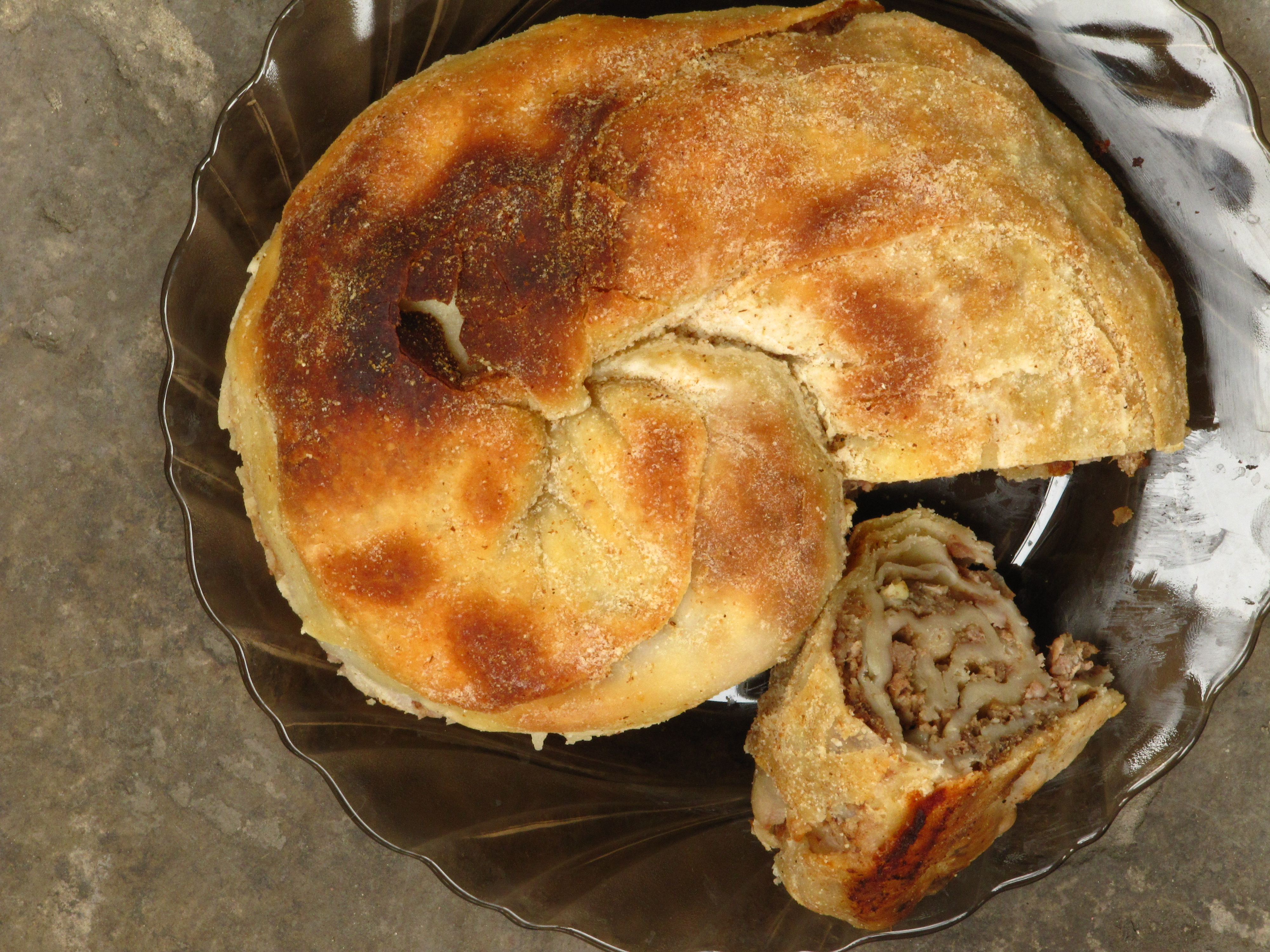
بورما

مطبخ تتار القرم: هو في المقام الأول أطباق تتار القرم، الذين يعيشون في شبه جزيرة القرم، يتشابه المطبخ التقليدي لتتار القرم مع مطبخ اليونانيون، والطليان، وشعوب البلقان، والنوغاى، وشمال القوقاز، وتتار الفولغا، على الرغم من أن بعض الأطباق الوطنية والعادات الغذائية تختلف بين المجموعات الفرعية الإقليمية المختلفة لتتار القرم؛ على سبيل المثال؛ الأسماك والمنتجات الزراعية، أكثر شيوعًا بين أطباق ياليبويلو وتات، بينما اللحوم ومنتجات الألبان، أكثر انتشارًا في مطبخ تتار السهوب، تم دمج العديد من الأطباق الأوزبكية في المطبخ الوطني لتتار القرم أثناء المنفى في آسيا الوسطى منذ عام 1944م، وأصبحت هذه الأطباق سائدة في شبه جزيرة القرم منذ العودة، وتُباع السمبوسة الأوزبكية ولغمن وبلوف(بيلاف) في معظم مقاهي التتار على جانب الطريق في شبه جزيرة القرم كأطباق وطنية، في المقابل، تم تبني بعض أطباق تتار القرم، بما في ذلك شيبوريكي، من قبل شعوب خارج شبه جزيرة القرم، كما هو الحال في تركيا وشمال القوقاز.

## أطباق تقليدية
- تشيبوريك(شيبوريكي): عبارة عن فطيرة مقلية مع حشوة اللحم المفروم أو اللحم المفروم والبصل، مصنوعة من قطعة مستديرة من العجين المطوى فوق الحشوة على شكل نصف قمر، ويُعد طبق وطني من تتار القرم، وهو مشهور أيضًا في تتار القرم والشتات في تركيا ورومانيا وروسيا وأوزبكستان.
- بورما، طبق فطيرة لحم القرم التقليدي.
- ينتق، شيبوريكي مشوي وليس مقلي.
- كوبيتي، فطيرة تقليدية محشوة بحشوة الأرز والدجاج، تُخبز بين طبقتين من العجين، ويُقدم الكوبيتي كطبق رئيسي، ويمكن تحضيره بحشوات بديلة، مثل الأرز واللحم، أو اللحم مع البطاطس والبصل، أو حتى البطاطس والجبن.
- طبق بوريك، وهى زلابية صغيرة محشوة باللحم، ومطبوخة في مرق، وتُقدم كطبق رئيسي أو في الحساء(قشق بوريك).
- جوبادية[2]، فطيرة زفاف مع طبقات من اللحم والأرز والبيض المقطع والزبيب والكشك(الجبن الأبيض الجاف).
- شوربة: حساء لحم مع قطع كبيرة من اللحم البقري ولحم الضأن والبصل والجزر وغيرها من الخضار.
- بقلة الرماد، حساء مصنوع من البازلاء الخضراء أو الفاصوليا، طبق نباتي.
- شيكر قياس، حلوى تقليدية.
- دولما، فلفل حلو باللحم.
- سارما لحم ملفوف بورق عنب.
- بشبرماك: طبق يحظى بشعبية خاصة بين مجموعة عرقية. فرعية من السهوب.
- عيران مشروب وطني.
- بيتا، خبز تقليدي.
- تتار(قشق)الرماد.

### استشهاد عام
- النظام الغذائي القرم قبل قرن من الزمان، بما في ذلك وصفات أطباق القرم التتار التقليدية. تم استرجاعه في 16 مايو 2009.
- GR Mack and A. Surina ، ثقافة الطعام في روسيا وآسيا الوسطى، مجموعة Greenwood للنشر، 2005،(ردمك 0-313-32773-4) ،(ردمك 978-0-313-32773-5). تم استرجاعه في 16 مايو 2009.
- س.جونستون وج.بلوم،أوكرانيا، لونلي بلانيت، 2008، ص.197،(ردمك 1-74104-481-2)،(ردمك 978-1-74104-481-2). تم استرجاعه في 16 مايو 2009.
- معرض لأطعمة تتار القرم ، اللجنة الدولية لشبه جزيرة القرم، واشنطن العاصمة. تم استرجاعه في 16 مايو 2009.